# Claudja Barry
Claudja Barry (née en 1952) est une chanteuse jamaïcaino-canadienne de disco et hi-NRG.

## Biographie

### Jeunesse et débuts
Née en Jamaïque, Claudja Barry déménage avec ses parents et grandit à Toronto, au Canada. Son début de carrière est comparable à celui de Donna Summer[pourquoi ?][réf. nécessaire]. Elle joue dans des comédies musicales comme Hair ou Catch My Soul,. Lors d’une tournée de Donna Summer, elle reste en Allemagne et commence à devenir choriste (printemps 1975). Elle participe alors à Baby Do You Wanna Bump, première chanson de Boney M. et fait quelques apparitions télévisées. De passage à Munich, elle rencontre le producteur Jürgen S. Korduletsch qui montait alors le label discographique Lollipop et qui deviendra son mari.
Son premier LP date de 1976 : c'est le début du label Lollipop Records avec Korduletsch à la réalisation artistique, Jörg Evers aux arrangements et les deux hommes à l'écriture, le tout enregistré aux Arco Studios de Munich. Sweet Dynamite est un album avec d'importantes harmonies et orchestrations. À l’origine cinq titres sont enregistrés puis quatre autres sont ensuite rajoutés.
Pour le marché nord-américain, le simple Sweet Dynamite sort en 1977 en 45 tours et en maxi (la même chanson sur les deux faces du maxi américain de Salsoul et avec Love for the Sake of Love en face 2 sur le pressage canadien sorti chez London). Cette dernière version longue est due à Tom Moulton et elle est intégrée à l'album sorti chez Salsoul au printemps 1977. S'il garde le titre de Sweet Dynamite, l'album sort chez Salsoul diffère de son homologue européen : les neuf chansons ne sont plus que cinq, dans des versions différentes toutes dues à Tom Moulton. Les remixes longs de Sweet Dynamite et de Love for the Sake of Love occupent la face 1, et un autre simple sort aux États-Unis, intitulé Dance Dance Dance, avec en face 2 Why Must a Girl Like Me. La cinquième chanson est Live a Little Bit raccourcie par rapport à l'album d’origine. Les deux singles se classent dans le top 10 des discothèques aux États-Unis et l'album devient disque d'or.

### The Girl Most Likely
En 1977, elle sort The Girl Most Likely en Europe, un album dont le son est assez différent : alors que Sweet Dynamite est très typique de l'année 1976 et offre un disco encore très teinté de RnB, The Girl Most Likely fait plus usage des synthétiseurs. Certaines chansons comme Love Machine sont même tout à fait dans la lignée de la musique synthétique à la Moroder/Bellotte[pas clair]. Claudja Barry ne renie cependant pas son premier LP et la basse reste toujours aussi présente, sans parler de sa voix au timbre particulier. Trois chansons du LP dont le jazzy Dancin' Fever sont coécrites. Il existe quatre pressages de cet album : allemand (Lollipop), français (Philips), canadien (London) et américain (Salsoul).
Les trois premiers comportent dix chansons. Chez Philips cependant, Johnny Johnny Please Come Home est remplacé par I'll Be Dancin' No More. Sur le pressage Lollipop, la chanson est raccourcie par rapport au pressage canadien. Toujours au Canada, cette dernière chanson est disponible en vinyle 12" dans une version longue qui sert de face 2 à Dancin' Feve en version longue de l'album (6:00).
Le 45 tours canadien de Dancin' Fever a par contre une face 2 inédite, une reprise de Summertime de George Gershwin. Chez Salsoul, la face 2 du 45 tours est Long Lost Friend. Il existe aussi un autre 12" avec Take it Easy et une face 2 inédite, I Wanna Win Your Love Again. Enfin en 1978 Salsoul sort sa propre version de The Girl Most Likely, rebaptisée Claudja pour les États-Unis. Comme pour Sweet Dynamite, Tom Moulton remixe cinq titres : Dancin' Fever, Johnny Johnny Please Come Home, When Life was Just a Game, Open the Door et ove Machine. L'album comporte neuf chansons et n'inclut pas Long Lost Friend (disponible par contre sur la face 2 du 45 tours Dancin’ Fever). Les simples sont Dancin' Fever et Take it Easy (ce dernier dans deux versions raccourcies pour les deux faces du 45 tours mais sur un autre pressage chez Salsoul avec Johnny Johnny). Dancin' Fever se classe no 7 des charts canadiens et au Billboard Disco, et atteint le Top 20 en Suède et en Belgique.
Un autre simple sort, un duo avec Ronnie Jones (en), It Takes Two. Il est disponible sur un vinyle 12" canadien avec en face 2 Take Me de Ronnie Jones (1977) et chez Salsoul avec Dance Dance Dance (début 1978). Chez Salsoul il existe aussi un 12" avec la chanson sur les deux faces. Il s’agit du premier disque de Ronnie Jones, lui aussi chez Lollipop.

### Boogie Woogie Dancin' Shoes
Avec ses deux premiers albums, Claudja Barry prépare ainsi la voie qui aboutit à l'album Boogie Woogie Dancin' Shoes, qui est le plus grand succès de sa carrière. La chanson homonyme est d'abord incluse sur le LP I Wanna Be Loved by You de 1978 (où elle reprend la chanson homonyme de 1928, chantée à l’origine par Helen Kane et popularisée par Marilyn Monroe). Cet album existe en deux pressages différents avec neuf chansons et une autre différente selon les pressages : sur le pressage nord-américain en vinyle rouge on a Forget About You, remplacée par Down by the Water sur le pressage européen sorti début 1979. Un 12" sera édité avec ces deux chansons : Down by the Water en face 1 et Forget About You en face 2. Down by the Water sera, entre autres, repris par Joe Dassin dans une version française La Vie se chante, la vie se pleure en 1978 où il atténue le son disco et en version en espagnol La vida viene, la vida va pour les pays hispanophones.
Avec Boogie Woogie Dancin' Shoes on est dans le plus pur disco allemand. C’est un morceau proposant toute une gamme de bruits synthétiques servant de fond à des paroles classiquement disco évoquant le monde des discothèques. La recette est au point comme le prouve le succès rencontré, mais finalement l'album en tant que tel est assez faible malgré une reprise de Heavy Makes You Happy des Staple Singers (1971). La chanson Boogie Tonight sert de face 2 au simple Boogie Woogie Dancin' Shoe (en maxi-simple de vinyle rouge) et toujours en 1978 elle est rallongée pour un 12" avec l’inédit Sunshine Love en face 2.
L’album sort directement sous le label Lollipop en Europe et au Canada. Voyant que Boogie Woogie Dancin' Shoes devenait un hit, Chrysalis en acquiert les droits pour les États-Unis et sort le 45 tours en mars 1979. Chrysalis sort aussi Boogie Woogie Dancin' Shoes en version longue pour le maxi avec en face 2 Love of the Hurtin' Kind. Cette maison de disques recycle enfin l'album I Wanna Be Loved by You qui devient Boogie Woogie Dancin' Shoes en 1979. Il reprend le hit dans sa discutable version longue remixée, accompagné de six autres titres repris de I Wanna Be Loved by You (tous sauf I Wanna be Loved by You, Forget About You, Down by the Water et Love of the Hurtin' Kind). En juin 1978, l'album se classe 101e aux États-Unis, tandis que le simple se classe 56e. Boogie Woogie Dancin' Shoes aura vraiment fait connaître Barry et elle sera même candidate à deux récompenses Juno.
Après Boogie Woogie Dancin' Shoes, elle sort en 1979 le LP Feel the Fire chez Chrysalis. Il louche un peu vers le rock avec la chanson-titre, tendance générale dans le disco allemand du moment. La chanson You Make Me Feel the Fire est éditée en vinyle 12" avec Everybody Needs Love, extrait de l’album, en face 2. Un autre 12" sorti en Allemagne seulement (chez Lollipop) est Stop He's a Lover avec une face 2 inédite, Sweet Sensation (début 1980). Sur cet album, on trouve aussi une reprise de Wake Up and Make Love with Me de Ian Dury and the Blockheads (morceau de disco-rock écrit par Ian Dury et Chaz Jankel et sorti en 1977).
En 1980 sort la compilation Profile en Allemagne avec quatre hits précédents, quatre faces 2 de 45 tours et quatre inédits.

### Années 1980
Claudja Barry sort d'abord un vinyle 12" chez Lollipop Records en Allemagne, Banana Boat (Day-o), une reprise de la chanson d’Harry Belafonte de 1957. La face 2 en est Girl Crazy. Cette dernière se retrouve sur l'album suivant (1981) mais pas la face 1. L’album est un LP au son synthétique post-disco relativement insignifiant (Made in Hong-Kong chez Polydor). Le vinyle en est Radio Action avec en face 2 Banana Boat. Puis, elle sort If I Do It to You avec en face 2 Up All Night. Sorti chez Lollipop au Canada, le maxi l'est chez Mirage Records aux États-Unis en deux pressages (avec la version courte ou Up All Night en face 2). Suit The Two of Us avec Ronnie Jones, un maxi aux deux faces identiques sorti chez Handshake en 1981. Le simple sort aussi chez Lollipop immédiatement après If I Do It to You : les chiffres du catalogue se suivent- et sa face 2 est une chanson de Ronnie Jones, Laser Love. Ces chansons de Barry ne sont disponibles sur aucun album.
En 1982 est édité Work Me Over un simple aussi très synthétique. La face 2 de ce vinyle est I Will Follow Him, composition de Jacques Plante pour Petula Clark de 1962 intitulée Chariot en français et devenue un no 1 pour Little Peggy March en 1963 dans sa traduction I Will Follow Him. Là aussi règne la confusion puisque sur le 45 tours édité par Lollipop au Canada, la face 1 est I Will Follow Him. La réalisation artistique est toujours aux mains de Korduletsch mais pour la première fois apparaît Bobby Orlando qui coécrit et coréalise Work Me Over.
Ce maxi est suivi en 1983 de No la de da Part 2 chez Personal. Le 12" qui en extrait est For your love avec en face 2 Beat My Drum. For Your Love est la reprise de la chanson des Yardbirds de 1965 qui avait connu une version disco en 1978 grâce au trio mixte Chilly. Sur cet album, on a aussi le déjà connu Radio Action dans une version légèrement différente, il est suivi de Born to Love (réalisé par Bobby Orlando avec Korduletsch) avec en face 2 Your Sweet Touch (réalisé par Patrick Adams et Greg Carmichael) en versions vocale et instrumentale. Ce vinyle remixé par Bruce Forrest sort en 1984 chez Personal et aussi chez Polydor. Power sort enfin un maxi de Born to Love en 1984 dans un remix intitulé High Energy Strip Mix. Born to Love et Your Sweet Touch ne sont pas sur l'album qui avec seulement cinq titres (dont deux versions de For Your Love et le remix de Radio Action) fait une demi-heure.
En 1984, elle sort une reprise du Trippin' on the Moon de Cerrone, réalisée par le même Cerrone : c'est sa seule escapade (bien que sur certains pressages il s’agisse d’une coréalisation Korduletsch-Cerrone). Il y a quatre versions sur le 12" : deux versions vocales et leur instrumental respectif. La face 2 de Trippin' on the Moon est une deuxième version de cette chanson, dont le rythme synthétique de base bien creux sonne comme une casserole, ce qui est vite éprouvant. Le simple sort chez Personal et au Canada chez Unidisc. Les 45 tours varient : version courte et remix court sur le premier et version courte et instrumental sur le second. La pochette est une version des photos qu’elles avait faites pour Playboy en 1983.
Contrairement aux apparences, Barry fait toujours du disco, qui est à cette période remplacé par un genre nouveau et apparenté, la hi-NRG : Trippin' on the Moon n'est pas très différente de la version originale de 1981 et Work Me Over avait même annoncé la house avec son solo de piano[Quoi ?].
En 1985, Claudja a un petit rôle dans le film Rappin’ et elle participe à un album de Bobby Orlando, Bobby O and his Banana Republic, en chantant Whisper to a Scream, édité en trois EP, dont un en vinyle vert, chez Meno Vision. Cette chanson sera remixée et rallongée en 1989.

### I, Claudja
En 1985 aussi, elle sort le vinyle Change of Heart coréalisé par Bobby Orlando. Fin 1986, elle lance Down and Couting dans deux maxis différents, celui avec la version originale de la chanson baptisée On the Edge et un maxi avec des remixes de Shep Pettibone (no 1 dance). L'album au son toujours très synthétique mais plus house que disco sort avec une version raccourcie de Down and Couting remixée par Pettibone sous le nom I, Claudja l'année suivante. Il est accompagné d'un autre simple, Can't You Feel My Heart Beat. Ce LP est un standard de qualité avec toujours la même production, mais plus américanisée. Le troisième simple est Secret Affair et le quatrième Hot to the touch agrémenté en face 2 du 12" single d'un remix house des Latin Rascals. Certaines chansons sont même des parodies de récents hits FM : I Don't Know if You Are, Dead or Alive (cinquième simple remixé par Ian Levine en Europe) parodie le son du groupe homonyme, Hot to the Touch reprend la guitare de The Original Sin de INXS et Secret Affair une phrase du refrain du Baby Come and Get it des Pointer Sisters.
Sur cet album on trouve aussi Change of Heart, une coréalisation de Korduletsch et Bobby Orlando rescapée de 1985.

### Années 1990
En 1988-1989 ses albums de la période disco sortent en CD chez Hot Productions et quelques remixes les accompagnent comme celui de Whisper to a Scream. En 1990, elle chante Good Time et en 1991 elle sort Love Is an Island chez Popular. Le maxi est distribué par RCA et il en existe une version pirate chez Love Boot. Puis en 1992, toujours avec Korduletsch, elle lance sous le nom de Claudja B. Summer of Love et Can We Dance avec BKS (chez Hot). Suit en 1993 Poison avec General Base (sept versions sur deux EP et deux autres sur l’album First) et en 1994 elle reprend Dancing Queen d'ABBA). En 1995 elle sort un disque de chants de Noël pour discothèques, Disco 'round the Christmas Tree, réalisé par Korduletsch.
Ses productions de 1994-1995 sont sorties chez Radikal Records (en). En 1996 elle sort un maxi chez Critique, Ain't Gonna Miss You et en 1997 elle participe en tant que choriste à l’album Call on God du groupe de gospel The Brower Brothers (la réalisation artistique est toujours aux mains de Korduletsch).

## Discographie

### Albums studio
- 1976 : Sweet Dynamite
- 1977 : Claudja / The Girl Most Likely
- 1978 : I Wanna Be Loved by You (États-Unis : Boogie Woogie Dancin’ Shoes)
- 1979 : Feel the Fire
- 1981 : Made in Hongkong
- 1987 : I, Claudja
- 1995 : Disco 'round the Christmas Tree

### Compilations
- 1980: Disco Mixes
- 1980: Profile
- 1991: The Best of Claudja Barry
- 19??: Claudja Barry Is Sweet Dynamite: The Best Disco In Town

### Singles
- 1978 : Dancin' Fever
- 1979 : Down By The Water
- 1979 : I Wanna Be Loved by You (CA :  Or)[4]
- 1979 : Boogie Woogie Dancin' Shoes

## Filmographie
- 1976 : Lieb Vaterland magst ruhig sein de Roland Klick